# Independent Games Festival

Logotypen för IGF.

Independent Games Festival (IGF) är en årlig festival vid Game Developers Conference, den största årliga sammankomsten för indiespel. Den grundades 1998 för att stödja och inspirera innovation inom utveckling av datorspel och för att uppmärksamma de bästa oberoende datorspelsutvecklarna. IGF tillkom för att skapa samma förutsättningar för den oberoende spelvärlden, som Sundance Film Festival har gett den oberoende filmvärlden.
Priserna vid ceremonin delas in i två huvudkategorier, IGF competition och IGF Student Showcase. Inom IGF competition finns bland annat prisklasserna Seumas McNally Grand Prize, Excellence In Audio, Excellence In Design, Excellence in Narrative och Audience Award. Den huvudsakliga utmärkelsen med störst prissumma är Seumas McNally Grand Prize, namngiven efter spelprogrammeraren Seumas McNally.

## Seumas McNally Grand Prize ($30,000)
- 2016: Her Story
- 2015: Outer Wilds
- 2014: Papers, Please
- 2013: Cart Life
- 2012: Fez
- 2011: Minecraft
- 2010: Monaco: What's Yours Is Mine
- 2009: Blueberry Garden
- 2008: Crayon Physics Deluxe
- 2007: Aquaria
- 2006: Darwinia

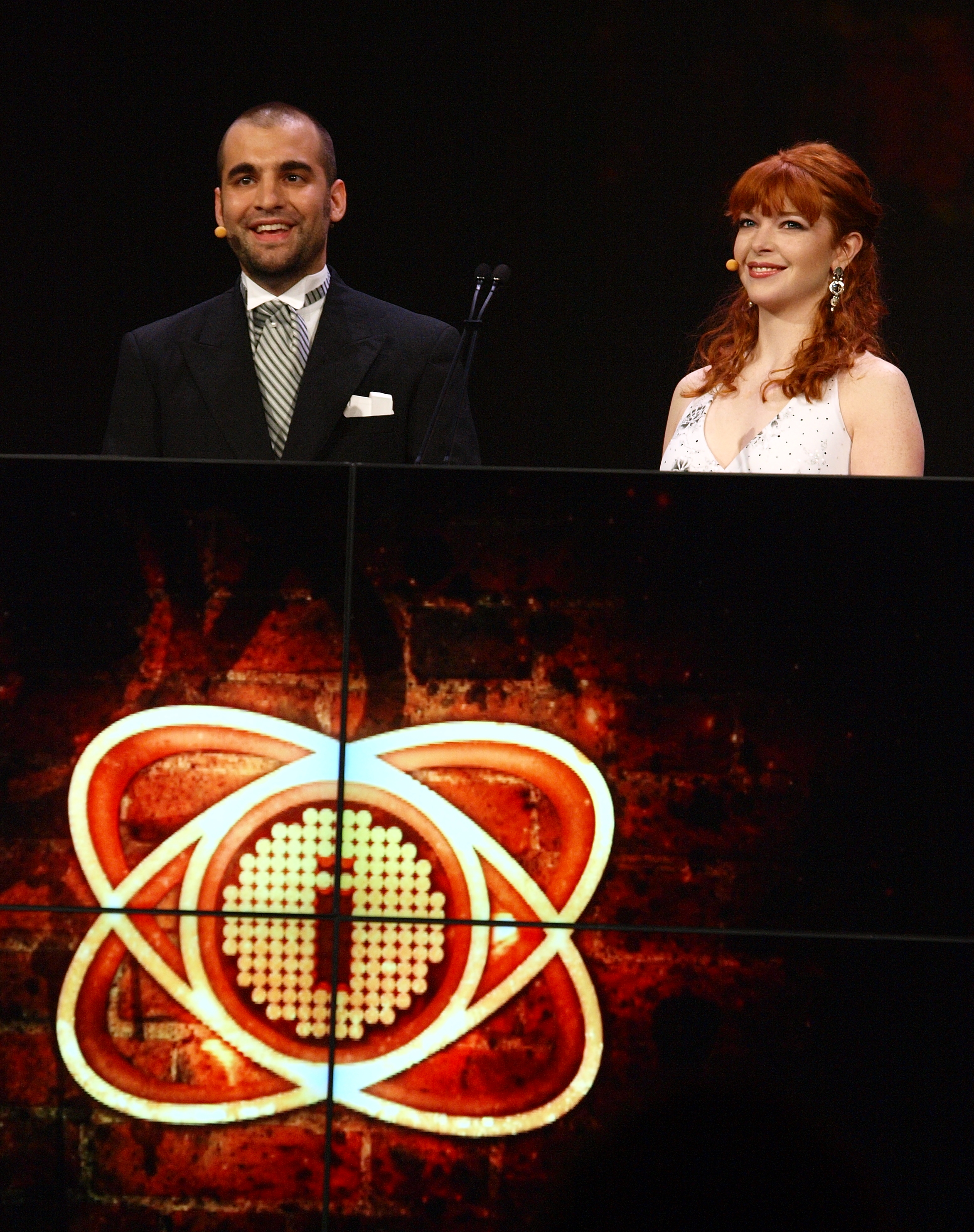
Kyle Gabler och Erin Robinson, speldesigners, vid IGF 2010.

- 2005: (Öppen kategori) Gish och (Webb/Nedladdningsbart) Wik and the Fable of Souls
- 2004: (Öppen kategori) Savage: The Battle for Newerth och (Webb/Nedladdningsbart) Oasis
- 2003: Wild Earth
- 2002: Bad Milk
- 2001: Shattered Galaxy
- 2000: Tread Marks
- 1999: Fire and Darkness